# Santalum acuminatum
Santalum acuminatum, el  Quandong del Desierto, es una planta de Australia en la familia de los sándalos o Santalaceae. 
Se le conoce como quandong, quandong dulce, o melocotón nativo, está ampliamente dispersado en todas las áreas de los desiertos centrales y las áreas del suroeste de Australia. El uso de esta fruta como alimento exótico, una de las más conocidas bushfoods, lo ha llevado a la domesticación de la especie.

## Descripción
Santalum acuminatum crece como un gran arbusto, o un pequeño árbol, raramente excede los 7 metros de altura. Las raíces están adaptadas a un mecanismo hemiparásito, utilizando un haustorio, en las raíces capaces de alcanzar 10 metros hasta otros sistemas de raíces.
Las hojas delgadas a aovadas son puntiagudas en la punta, pálidas o verde-amarillentas y aterciopeladas. Están apoyadas en un corto pedúnculo de 5-10 mm de largo, las hojas por sí mismas siendo de 45-115 mm de largo. Su contorno se estrecha, y dispuestas en pares opuestos en las ramillas.
Las flores pueden ser verdes o blancas en las partes exteriores, rojizas o cafés en las caras internas, estas aparecen en tallos, y miden 2-3 mm de ancho, y son fragantes. El fruto se produce después de cuatro años y es rojo o a veces amarillo, midiendo de 20 a 25 mm de ancho. Una capa de 3 mm de carne cubre una nuez en forma de cerebro con una concha dura que encierra la semilla. El fruto es una drupa, tierna es verde y cuando madura se pone verde brillosa a finales de primavera o verano, y tiene forma globosa y 20-40 mm de ancho. La piel de la fruta es cerosa.

## Taxonomía

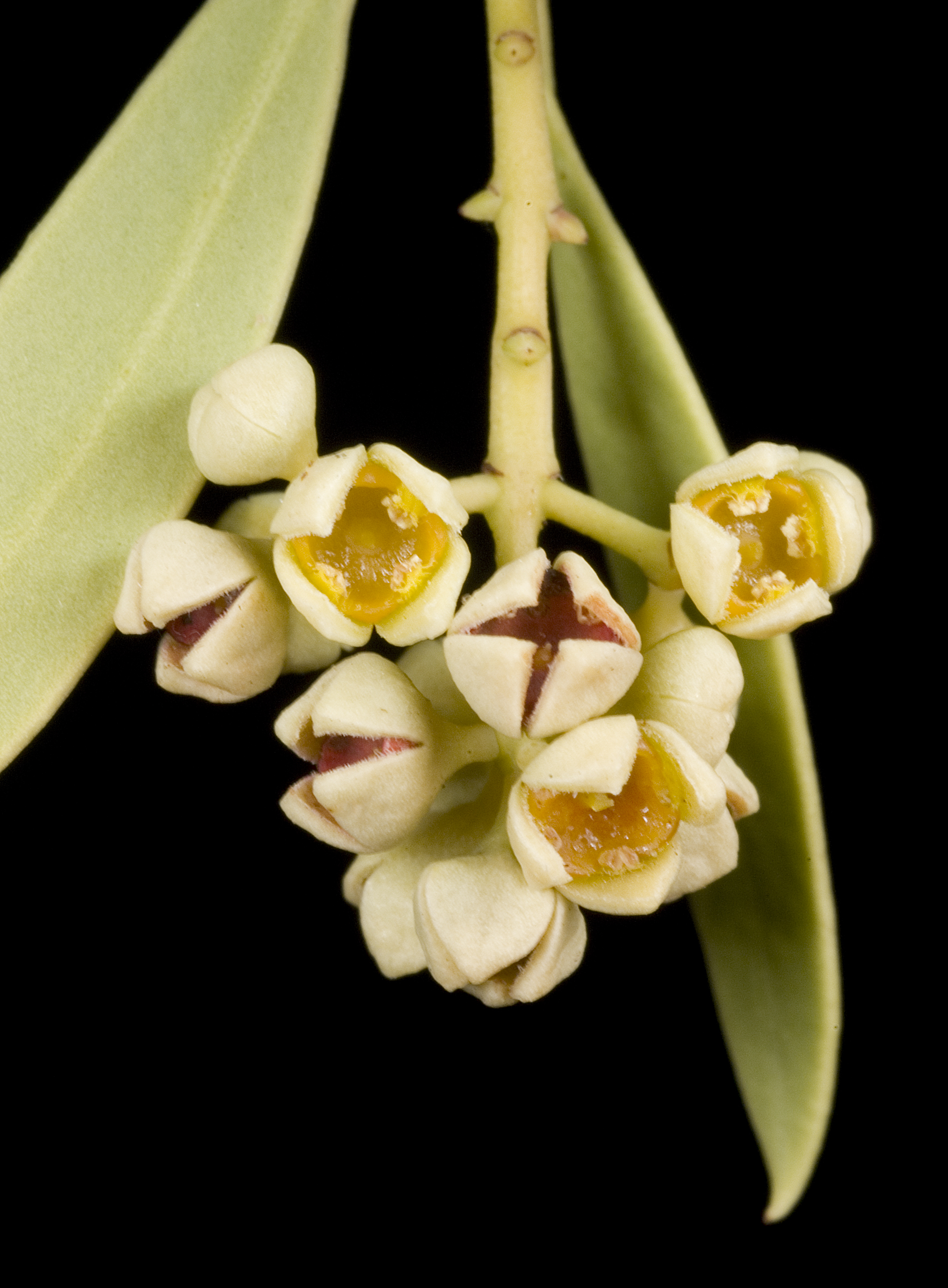
Santalum acuminatum

La planta era conocida por diferentes grupos lingüísticos indígenas. Un pueblo de Nueva Gales del Sur usó el nombre guwandhang, del cual el nombre quandong se adaptó.
La planta fue por primera vez descrita por Robert Brown, nombrada en Prodromus Florae Novae Hollandiae (1810) como Fusanus acuminatus, en 1802 Brown le dio el epíteto latín acuminatus para denotar las hojas – afiladas y puntiagudas. El botánico Alphonse Pyrame de Candolle le dio el actual nombre en 1857, colocándolo en el género Santalum; al género que contiene el sándalo australiano, Santalum spicatum,  y el sándalo blanco, Santalum album.
Varios cultivares se han nombrado en solicitud para el certificado de obtención vegetal, dos se han aceptado y otros se han otorgado. El primer nombre de cultivar de la especie fue Powell’s # 1, pero la aplicación para su reconocimiento legal fue retirada. La segunda conocida es Powell’s Red Supreme. Dos nombres se han dado como solicitudes aceptadas en la Plant Varieties Journal: ‘Powell’s Red Supreme’  y  ‘Saltbush Lane’.
Una variedad de Santalum acuminatum está bautizada de acuerdo con el Código Internacional de Nomenclatura para Plantas Cultivadas; siguiendo la publicación de una descripción, Santalum acuminatum 'Frahn's Paringa Gem' (Plant Varieties Journal 17:1) llegó a ser el primer cultivar en recibir protección legal.

## Distribución
Santalum acuminatum es ampliamente distribuida en la mayoría de las regiones del sur de Australia, incluyendo el centro árido del país, y en algunas regiones es común. El congénere sándalo, Santalum spicatum, fue una vez más numeroso que esta especie; la explotación comercial ha revertido esta posición.  
La planta se desarrolla en Australia Occidental llegando al norte hasta Carnarvon, alcanzando desde el interior a las planicies costeras, y se le encuentra en todo el suroeste de Australia. El número de especímenes registrados en esta región es bajo, y principalmente está restringido a planicies costeras, su rango ha sido impactado por el uso de la alteración del uso de la tierra en el cinturón del trigo.  
Algunas poblaciones son discontinuas en el rango de distribución, así como muchas especies de la región, más allá del rango de dispersión de las semillas. Grupos remotos de la especie son el remanente de antiguos rangos de distribución, en diferentes climas, y esos pueden estar aislados por cientos de kilómetros. La especie es una de aquellas en la región que incluyen los 'lejanos húmedos' ('wet outliers'), pequeñas poblaciones fuera del usual hábitat de baja lluvia.
La ocurrencia de la planta también está reportada en Australia Meridional, Victoria, y Nueva Gales del Sur.

## Ecología
La planta es hemiparásita; capaz de fotosintetizar, pero usando el sistema de raíces de otras plantas para adquirir nutrientes aparte de azúcares. El género Santalum de la planta se une a otras especies, en una forma no destructiva, sosteniéndose así mismo por la provisión de nitrógeno, sombra, y agua.
Las raíces de la especie tienen adaptaciones absorbentes como una almohadilla, que casi encierran la raíz del huésped, esto es típico de algunos géneros de sándalos. Los huéspedes pueden ser otros árboles, usualmente se utilizan varias plantas. Los taxones registrados en esa relación son especies de los géneros; Acacia, Maireana, y Atriplex, entre otros, incluyendo hemiparásitos tales como Exocarpos sparteus. Este mecanismo permite a la planta adquirir el 70 % de su nitrógeno, y algo de agua, requirimientos de otros árboles y arbustos.
El árbol ocupa un rango extendido y diverso de hábitat, incluyendo lechos de arroyos, granito, planicies de grava y dunas arenosas. Es tolerante de la sequía, sal y altas temperaturas, y no tiene la necesidad de un ambiente rico en nutrientes. El plantón puede llegar a establecerse en la sombra de su huésped, recibiendo el pleno sol una vez que se desarrolló, así que la planta está usualmente entremezclada con huéspedes y otras especies.
Los ambientes del rango de distribución están sujetos a incendios frecuentes, esto requiere que la planta se regenere de sus raíces, así que la especie raramente se encuentra como un árbol de avance. Aquellos especímenes expuestos a incendios forestales y disturbio del suelo se desarrollan como arbustos extendidos con múltiples troncos. El recrecimiento de la planta desde el sistema de raíces que le da a la especie una ventaja sobre los arbustos que brotan por semilla. Los árboles con un único tallo principal están en lugares lejanos a esos factores. El hábito de árboles viejos pueden agobiar las plantas adyacentes, al monopolizar la luz del sol y al parasitar las raíces de las plantas debajo de su propia copa.
El follaje, siendo mucho más pálido que otros árboles y arbustos, hace que la planta sea conspicua en los matorrales. Una ocurrencia de un espécimen sin disturbar se ha registrado en Woodman Point en Australia Occidental, un área remota de los incendios de los incendios de alta intensidad de los regímenes alterados.
Los emúes comen la fruta, que forma una importante parte de su dieta, la nuez permanece sin digerir al salir de sus deposiciones. Este es el método usual para la dispersión de semillas de S. acuminatum, cuando está dentro del rango ecológico del emú. 
Algunas especies interaccionan con la planta, como por ejemplo Paraepermenia santaliella; La polilla del quandong de la familia Epermeniidae. Otras criaturas, tales como las larvas de Nitidulid y la mariposa blanca de madera, también se alimentan del Santalum acuminatum.

## Cultivo

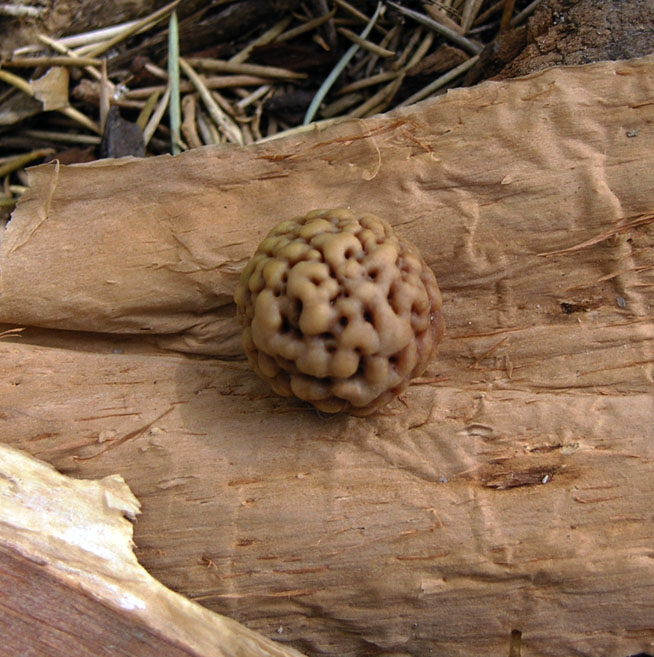
Una nuez de quandong del desierto puesto en una trozo de corteza de papel.

El fruto y la nuez fue una importante fuente de comida para los pueblos de la Australia árida y semiárida, especialmente por su alto contenido de vitamina C. Está comercialmente cultivado y distribuido como bush food y a veces se le convierte en mermelada, una empresa empezó en los años 1970. Es bien conocida como una comida exótica.

### Propagación y pestes
Un inadecuado conocimiento de la ecología de la planta llevó a muchos errores en el cultivo de la especie.  Los ensayos comerciales y la propagación por los entusiastas han tratado de reproducir las circunstancias de su hábitat nativo, suelo bien drenado, técnicas de germinación, y la selección de huéspedes apropiados han sido más o menos exitosos, de hasta 35 % cuando se le deja de lado por 12-18 meses. Los cultivadores que dejan las semillas en pajote, obtenido de las plantas huéspedes reportan un alto grado de éxito.  El cultivo de esta planta ha enfrentado otros obstáculos ya que la especie es susceptible a algunas pestes y enfermedades fungales.
La investigación y desarrollo de la domesticación de la especie fue por primera vez emprendidas por Brian Powell, en una propiedad en Quorn, Australia Meridional. Las plantas exitosas en este ensayo fueron clasificadas como 'Árboles significativos' por la estatal National Trust. Esta aventura llegó a ser apoyada por la CSIRO, en los años 1970, finalmente llegó a ser parte del cuerpo de investigación de la división 'Ecosistemas sustentables'.
El desarrollo de la práctica horticultural del establecimiento de huertas comerciales está siendo investigado por varios proyectos. La investigación y ensayos fueron llevados en Australia Meridional por injertos ‘Frahn’s Paringa Gem’ sobre un porta-injerto de planta joven, así es como el  cultivar se propaga en huertas, la primera venta de la variedad fue en 1997.
Se necesitan plantas huéspedes para el establecimiento de una huerta, las especies seleccionadas para ese propósito imparten factores como la afectación al crecimiento, resistencia a la infestación, y la cosecha. El estudio de Melia azedarach (árbol del paraíso) como un huésped a la especie reveló que S. acuminatum adquirió compuestos insecticidas que incrementaron su resistencia a la polilla del quandong. Los investigadores determinaron que las neurotoxinas encontradas en la planta huésped, y otras substancias dañinas a mamíferos, pueden pasar a la fruta cosechada.

### Enfermedades
Agentes de enfermedades del suelo, tales como Phytophthora y especies fungales de Pythium, pueden estar presentes donde la preferencia de la planta por suelo bien drenado no está provista. Los viveros han encontrado la manera para que la planta responda a las condiciones prescritas, si se sospecha la presencia, tales como aplicaciones al suelo de ácido fosforoso. Un clima de gran calor y humedad han ocasionalmente inducido la mancha negra del rosal en las hojas.

### Cosecha
El fruto y la nuez de S. acuminatum se recogen del árbol, o la nuez de la deposición del emú; la cosecha silvestre permanece como la fuente primaria de la fruta ampliamente usadas. Este fue el método usado por los colonos después de haber conocido la planta. La planta produce grandes cantidades de fruta en años de muy buena lluvia, los aborígenes australianos secan la cosecha y almacenan la carne hasta por ocho años.
El establecimiento de plantaciones experimentales, por la CSIRO en los años 1970, ha visto un incremento constante de abastecimientos de las huertas al mercado La cosecha es capaz de ser protegida de la infestación, y es una fuente fácilmente identificable, conociendo los requerimientos de las de las guías de seguridad para ingredientes comerciales. 
La planta da una producción de 10-25 kg de fruta, 40 % del peso total es el de la semilla; la fruta está comercializada como producto fresco o seco. La semilla es comestible cuando está cruda, y también se le tuesta y se le pone sal.

## Usos

### Comida
El uso comercial de la fruta incluye su adición a dulces y comidas sabrosas, el sabor es ácido y reminiscente del melocotón, albaricoque o ruibarbo.
En Australia Meridional S. acuminatum es llamado "melocotón Silvestre" o "melocotón del desierto". 
La fruta y la nuez de la planta han sido representados en las estampillas del servicio postal australiano.
Es bien conocido como una comida exótica en mercados extranjeros, ventas que exceden grandemente el consumo en su propio país.
La fruta ha sido comercialmente disponible, el distintivo sabor es usado como un aditivo, particularmente como un único producto australiano. Este he sido obtenido de árboles silvestres, a veces por corporaciones aborígenes, sin embargo las huertas comerciales también se están ensayando.
Se sabe que muchos aborígenes australianos han usado el fruto, pero principalmente recogían las nueces. La nuez sin haberse digerido podía ser fácilmente recogida de las deposiciones del emú.
La semilla ha sido identificada, analizada, y monitoreada, como 'alimento aborigen australiano cosechado en la naturaleza', por Food Standards Australia New Zealand. Se ha encontrado que el producto es alto en grasas, por encima de la mitad de su peso.

### Medicina
La fruta, que contiene vitamina C, y el núcleo de la nuez, que contiene aceites complejos, fueron usados por aquellos pueblos donde las especies crecen. Las cualidades antibacteriales están presentes en la madera de esta, y en todas las especies de Santalum spp., especialmente en las raíces. Una conocida aplicación del extracto fue usada para sanar las enfermedades de la piel. La producción comercial del congénere Santalum spicatum está más avanzada que en esta especie, sin embargo la investigación está siendo emprendida en la comercialización de esas substancias medicinales.

### Aceite
La semilla tiene alto contenido en aceites inflamables, como las de la nuez de aleurites moluccana, así que es capaz de quemarse como un iluminante. La madera también es aceitosa, útil para empezar un fuego en una fricción de vara.  

### Madera
La madera es dura, oleosa, y es usada en mueblería y ebanistería. Es un material durable, pero carece de las cualidades aromáticas de otros sándalos. Las duras y arrugadas nueces han sido usadas ornamentalmente, para collares y botones de camisas, y fueron usadas como piezas en tableros de damas chinas.

## Historia

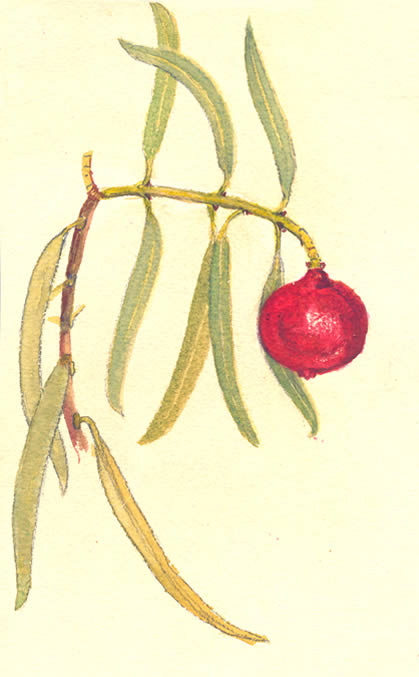
Detalle del bosquejo de Olive Pink (1930).

El aceite de los sándalos, primariamente Santalum album, fue descrito e investigado por los farmacólogos, esta especie ganó una similar atención sobre el descubrimiento. La especie australiana más conocida de sándalo, S. spicatum, era extensivamente cosechada y exportada, dejando a S. acuminatum como el Santalum más común en muchas regiones.
El uso establecido del fruto por los pueblos aborígenes, fue reconocido por los primeros colonizadores de las colonias; el producto se convertía en mermelada y era utilizado en salsas picantes. El fruto era frecuentemente mencionado en historias naturales y trabajos botánicos, tales como Flowers and plants of Western Australia, y comercializado como una mercancía, sin embargo, el núcleo de la semilla ha históricamente sido el más extensivamente usado.
Los grupos étnicos coloniales no trataron de domesticar plantas indígenas, a pesar de ser conocidas y ocasionalmente usadas, pero la gran demanda para exportación a los mercados de Singapur, Reino Unido, y otras partes ha dejado un respaldo financiero a cultivadores y entusiastas. 

## Taxonomía
Santalum acuminatum fue descrita por (R.Br.) A.DC. y publicado en Prodromus Systematis Naturalis Regni Vegetabilis 14(1):. 1856.
Sinonimia
- Fusanus acuminatus R.Br.
- Mida acuminata (R.Br.) Kuntze
- Fusanus acuminatus var. typicus Hochr. nom. inval.
- Eucarya acuminata (R.Br.) Sprague & Summerh.
- Santalum preissianum Miq.
- Santalum cognatum Miq.
- Santalum densiflorum Gand.
- Santalum preissii orth. var. F.Muell.[27]